# Distretto di Kwai Tsing
Il distretto di Kwai Tsing (o Kwai Tsing District, in cinese semplificato 葵青区, in cinese tradizionale 葵青區, in mandarino pinyin Kuí qīng Qū) è uno dei 18 distretti di Hong Kong, in Cina.